# Camel case

Se numește camel case după cocoașele cămilelor bactriene (cu două cocoașe).

Camel case (scrierea camilă) este o practică de scriere cu majuscule fiecare cuvânt dintr-o frază fară semne de punctuație sau spații. Exemple comune sunt: "iPhone" , "eBay"  și "FedEx". De asemenea e folosit pentru unele nume de utilizator precum "JohnSmith" și nume de domenii formate din mai multe cuvinte pentru a fi mai lizibile.
Camel case se împarte în două cazuri:
- upper camel case (cazul cămilei superior) - prima literă este majusculă;
- lower camel case (cazul cămilei inferior) - prima literă este minusculă.

Camel case este unul din stilurile practice pentru numirea identificatorilor în unele limbaje de programare: Mesa, Pascal, Modula, Java și .NET de la Microsoft, fiind recomandat de majoritatea dezvoltatorilor și de manualele autorizate.